# Communauté de communes du Bassin Auterivain Haut-Garonnais
La communauté de communes du Bassin Auterivain Haut-Garonnais (CCBA) est une communauté de communes française située dans le département de la Haute-Garonne, en région Occitanie.

## Historique
Cette communauté de communes résulte de la fusion, le 1er janvier 2017, de la communauté de communes Lèze-Ariège-Garonne et la communauté de communes de la vallée de l'Ariège. Son siège est fixé à Auterive.
La communauté de communes se nommait « Communauté de communes Lèze Ariège » jusqu'en décembre 2017, avant d'être rebaptisée « Communauté de communes du Bassin Auterivain », à compter du 1er janvier 2018.

### Identité visuelle

Logo de la communauté de janvier à décembre 2017
Nouveau logo de la CCBA à compter du 1er janvier 2018.

## Territoire communautaire

### Géographie
La Communauté de Communes du Bassin Auterivain Haut-Garonnais (CCBA) est composée de 19 communes, ce qui représente un peu plus de 32 750 habitants pour un territoire de 312 km².

### Composition
La communauté de communes est composée des 19 communes suivantes :

| Nom                 | Code Insee | Gentilé         | Superficie (km2) | Population (dernière pop. légale) | Densité (hab./km2) |
| ------------------- | ---------- | --------------- | ---------------- | --------------------------------- | ------------------ |
| Auterive (siège)    | 31033      | Auterivais      | 36,54            | 10 291 (2022)                     | 282                |
| Auragne             | 31024      | Auragnais       | 13,63            | 466 (2022)                        | 34                 |
| Auribail            | 31027      | Auribaillais    | 8,94             | 195 (2022)                        | 22                 |
| Beaumont-sur-Lèze   | 31052      | Beaumontais     | 26,31            | 1 638 (2022)                      | 62                 |
| Caujac              | 31128      | Caujaccois      | 10,82            | 864 (2022)                        | 80                 |
| Cintegabelle        | 31145      | Cintegabellois  | 52,92            | 2 994 (2022)                      | 57                 |
| Esperce             | 31173      | Esperçois       | 16,42            | 281 (2022)                        | 17                 |
| Gaillac-Toulza      | 31206      | Gaillacais      | 40,4             | 1 331 (2022)                      | 33                 |
| Grazac              | 31231      | Grazacois       | 7,17             | 792 (2022)                        | 110                |
| Grépiac             | 31233      | Grépiacois      | 8,18             | 1 009 (2022)                      | 123                |
| Labruyère-Dorsa     | 31256      | Labruyérois     | 2,19             | 305 (2022)                        | 139                |
| Lagardelle-sur-Lèze | 31263      | Lagardellois    | 13,78            | 3 304 (2022)                      | 240                |
| Lagrâce-Dieu        | 31264      | Gracieux-Divins | 8,52             | 555 (2022)                        | 65                 |
| Marliac             | 31319      | Marliacois      | 7,2              | 132 (2022)                        | 18                 |
| Mauressac           | 31330      | Mauressacois    | 4,52             | 498 (2022)                        | 110                |
| Miremont            | 31345      | Miremounaires   | 22,4             | 2 787 (2022)                      | 124                |
| Puydaniel           | 31442      | Puydaniélains   | 7,38             | 573 (2022)                        | 78                 |
| Venerque            | 31572      | Venerquois      | 14,57            | 2 898 (2022)                      | 199                |
| Vernet              | 31574      | Vernetois       | 10,53            | 3 294 (2022)                      | 313                |

## Administration

### Siège
Le siège de la CCBA est situé à Auterive, Route Départementale 820, Zone Industrielle Robert Lavigne.

### Les élus
Le conseil communautaire de la communauté de communes se compose de 52 conseillers. :
| Nombre de conseillers | Communes                                                                                         |
| --------------------- | ------------------------------------------------------------------------------------------------ |
| 13                    | Auterive                                                                                         |
| 5                     | Lagardelle-sur-Lèze                                                                              |
| 4                     | Cintegabelle, Miremont, Venerque, Vernet                                                         |
| 3                     | Beaumont-sur-Lèze                                                                                |
| 2                     | Auragne, Caujac, Gaillac-Toulza                                                                  |
| 1 (+1 suppléant)      | Auribail, Esperce, Grazac, Grépiac, Labruyère-Dorsa, Lagrâce-Dieu, Marliac, Mauressac, Puydaniel |

En 2020, le bureau du Conseil communautaire était composé d'un Président, Serge BAURENS, et de 12 Vice-Présidents (dans l'ordre) : Cathy HOAREAU, en charge des finances, Serge DEMANGE, en charge des marchés publics, Céline GABRIEL, en charge de la communication, de l’aménagement numérique, des systèmes d’information et du tourisme, Philippe ROBIN, en charge de la gestion de la collecte et de la valorisation des déchets, Nadia ESTANG, en charge du développement territorial, du développement durable, de la mobilité et de l’innovation, Floréal MUNOZ, en charge du développement économique, Joséphine ZAMPÈSE, en charge de la petite enfance, l’enfance et la jeunesse, Jean-Louis REMY, en charge de la politique du logement et du cadre de vie, et des aires d’accueil des gens du voyage, Monique DUPRAT, en charge de la politique de l’emploi et de l’accueil usagers du service public, Sébastien VINCINI, en charge du sport et de la culture (également Président du Conseil Départemental de Haute-Garonne), Joël CAZAJUS, en charge de la protection et la mise en valeur de l’environnement, et Claude DIDIER, en charge de la gestion du cadre de vie et des travaux.
Les comptes-rendus des réunions du conseils communautaire sont retranscrits et librement accessibles sur le site internet de la CCBA.

### Présidence
| Période                                  | Période  | Identité      | Étiquette     | Qualité                       |
| ---------------------------------------- | -------- | ------------- | ------------- | ----------------------------- |
| 26 janvier 2017                          | En cours | Serge Baurens | Apparenté PCF | Maire de Miremont depuis 2001 |
| Les données manquantes sont à compléter. |          |               |               |                               |

## Démographie
| 2013   | 2014   | 2015   | 2016   | 2019   | 2020   | 2021   |
| ------ | ------ | ------ | ------ | ------ | ------ | ------ |
| 29 857 | 30 274 | 30 862 | 31 317 | 32 756 | 33 168 | 33 689 |

## Projets et réalisations

### L'innovation technologique
- Mettre en œuvre le Plan Climat Air Anergie Territoire (PCAET)
- Contribuer au déploiement de la fibre optique avec le conseil départemental de la Haute-Garonne

### Le développement économique
- Encourager l'implantation de nouvelles entreprises
- Développer l'activité locale et les infrastructures (zones d'activité)
- Accompagner les entreprises dans leur développement

### Emploi, formation et insertion
- Accompagner vers l'emploi
- Recruter

### La petite-enfance, enfance, jeunesse
- Renseigner sur les différents modes d'accueil petite-enfance
- Accompagner les assistantes maternelles
- Assurer le fonctionnement des crèches
- Organiser les accueils de loisirs de 3 à 11 ans
- Proposer des accueils pour les jeunes dès 12 ans

### Les services à la personne
- Portage de repas à domicile

### L'aménagement de l'espace
- Élaboration des documents de planification en matière d'urbanisme dont SCOT, avec le PETR Sud Toulousain

### La gestion et prévention des déchets
- Encourager la réduction des déchets avec la TEOMI
- Favoriser le compostage et le tri sélectif
- Gérer les déchèteries
- Collecter les déchets ménagers et assimilés

### L'assainissement
- Gestion du réseau assurée par Réseau31

### L'accueil du service public
- France Services : faciliter l'accès aux services publics
- Conseiller numérique : vous guider dans l'usage du digital du quotidien de tous
- Guichet unique : simplifier les paiements des services

### L'environnement
- Entretenir les espaces naturels
- Préserver les ressources naturelles
- Valoriser le circuit court

### Gestion des Milieux Aquatiques et Prévention des Inondations (GEMAPI)
- Entretien des cours d'eau avec le soutien de 3 délégataires

### Le tourisme avec la marque BAHG!
- Promouvoir l'offre de tourisme et des loisirs du bassin à travers les actions de l'Office de tourisme (patrimoine, randonnée, parcs de loisirs)
- Mener des projets thématiques en partenariats avec les socio-professionnels du territoire (producteurs locaux, hébergeurs, restaurateurs, associations)

### Sport
- Développer les infrastructures destinées au sport

### Culture
- Enseigner la musique avec l'école de musique intercommunale EMILA

### L'habitat pour tous
- Favoriser l'accès à un logement de qualité
- Encourager l'amélioration de l'habitat et notamment la rénovation énergétique
- Accompagner la réhabilitation des copropriétés fragiles et dégradées
- Créer les équipements d'accueil spécifiques aux citoyens gens du voyage, afin de limiter les occupations illicites[réf. nécessaire]